# Nyékládháza
Nyékládháza est une ville et une commune du comitat de Borsod-Abaúj-Zemplén en Hongrie, résultant de la fusion en 1932 des communes de Mezőnyék et de Ládháza.

## Histoire
Les villages de Mezőnyék et Ládháza ont été créés autour de la conquête de la Hongrie. Ils sont mentionnés pour la première fois en 1270 et 1293.
Le village a obtenu le statut de ville en 2003.